# Yuzhni (Kurgáninsk)
Yuzhni (del ruso: Южный), es un jútor del raión de Kurgáninsk del krai de Krasnodar, en Rusia. Está situado a orillas del río Kuksa, afluente del río Labá, que lo es del Kubán, en las llanuras de Kubán-Priazov, 13 km al norte de Kurgáninsk y 115 km al este de Krasnodar. Tenía 1 019 habitantes en 2010
Pertenece al municipio Mijáilovskoye.